# Callistege diagonalis
Callistege diagonalis là một loài bướm đêm trong họ Erebidae.